# Janusz Krężelok
Janusz Adam Krężelok (Istebna, 18 dicembre 1974) è un ex fondista polacco.

## Biografia
In Coppa del Mondo esordì il 29 novembre 1995 a Gällivare (68°) e ottenne l'unica vittoria, nonché primo podio, il 24 febbraio 2004 a Trondheim.
In carriera prese parte a quattro edizioni dei Giochi olimpici invernali, Nagano 1998 (76° nella 10 km, 40° nella 50 km, 53° nell'inseguimento), Salt Lake City 2002 (9° nella sprint, 32° nell'inseguimento), Torino 2006 (25° nella 15 km, 19° nella sprint, 7° nella sprint a squadre) e Vancouver 2010 (28° nella sprint, 12° nella sprint a squadre), e a otto dei Campionati mondiali (5° nella sprint a squadre a Sapporo 2007 il miglior risultato).

## Palmarès

### Coppa del Mondo
- Miglior piazzamento in classifica generale: 27º nel 2004
- 2 podi (entrambi individuali[1]):
  - 1 vittoria
  - 1 terzo posto

#### Coppa del Mondo - vittorie
| Data             | Località  | Nazione  | Spec. |
| ---------------- | --------- | -------- | ----- |
| 24 febbraio 2004 | Trondheim | Norvegia | SP TL |

Legenda:

TL = tecnica libera

SP = sprint